# 大和田智之
大和田 智之（おおわだ ともゆき）は、日本のアニメプロデューサー。日本BS放送株式会社 アニメbiZ局局長。兵庫県出身。

## 経歴
大学を卒業後、ハピネットのアルバイトを経て同社に入社。その後、日本BS放送がBS11の開局に向け、アニメ関係の人材を探していた段階で声を掛けられ、同社に転職した。

## 作品一覧

### テレビアニメ
2003年
- クロノクルセイド（制作協力）

2004年
- MEZZO -メゾ-（宣伝）

2006年
- 吉永さん家のガーゴイル（販売）
- 奏光のストレイン（アシスタント・プロデューサー）

2007年
- ロケットガール（協力）

2010年
- 迷い猫オーバーラン!（プロデューサー）
- ぬらりひょんの孫（プロデューサー）

2011年
- ぬらりひょんの孫〜千年魔京〜（プロデューサー）

2012年
- 黒子のバスケ（プロデューサー）

2013年
- 黒子のバスケ（第2期）（プロデューサー）

2014年
- メカクシティアクターズ（共同プロデューサー）
- アルドノア・ゼロ（プロデューサー）
- アオハライド（プロデューサー）

2015年
- 黒子のバスケ（第3期）（プロデューサー）
- ガンスリンガー ストラトス（プロデューサー）
- プラスティック・メモリーズ（プロデューサー）
- Charlotte（アソシエイトプロデューサー）
- 干物妹!うまるちゃん（製作委員会）
- コメット・ルシファー（プロデューサー）

2016年
- キズナイーバー（プロデューサー）
- ハイスクール・フリート（プロデューサー）
- Rewrite（プロデューサー）
- B-PROJECT〜鼓動*アンビシャス〜（製作委員会）
- DAYS（プロデューサー）

2017年
- スクールガールストライカーズ Animation Channel（アソシエイトプロデューサー）
- ACCA13区監察課（プロデューサー）
- サクラダリセット（製作委員会）
- サクラクエスト（製作委員会）
- エロマンガ先生（プロデューサー）
- Fate/Apocrypha（プロデューサー）
- 妖怪アパートの幽雅な日常（プロデューサー）
- アホガール（プロデューサー）
- 徒然チルドレン（プロデューサー）
- ゲーマーズ!（プロデューサー）
- 十二大戦（プロデューサー）
- 宝石の国（エグゼクティブプロデューサー）
- 妹さえいればいい。（プロデューサー）
- 干物妹!うまるちゃんR（製作委員会）

2018年
- グランクレスト戦記（プロデューサー）
- デスマーチからはじまる異世界狂想曲（プロデューサー）
- 博多豚骨ラーメンズ（プロデューサー）
- ダーリン・イン・ザ・フランキス（アソシエイトプロデューサー）
- こみっくがーるず（アソシエイトプロデューサー）
- 多田くんは恋をしない（プロデューサー）
- はねバド!（エグゼクティブプロデューサー）
- プラネット・ウィズ（プロデューサー）
- 天狼 Sirius the Jaeger（プロデューサー）
- ゆらぎ荘の幽奈さん（プロデューサー）
- 転生したらスライムだった件（製作委員会）
- 青春ブタ野郎はバニーガール先輩の夢を見ない（アソシエイトプロデューサー）
- 火ノ丸相撲（プロデューサー）
- SSSS.GRIDMAN（プロデューサー）
- アニマエール!（製作委員会）
- CONCEPTION（プロデューサー）

2019年
- 同居人はひざ、時々、頭のうえ。（プロデューサー）
- ガーリー・エアフォース（プロデューサー）
- B-PROJECT〜絶頂*エモーション〜（製作委員会）
- ぼくたちは勉強ができない（プロデューサー）
- Fairy gone フェアリーゴーン（プロデューサー）
- 世話やきキツネの仙狐さん（プロデューサー）
- 賢者の孫（プロデューサー）
- かつて神だった獣たちへ（製作）
- うちの娘の為ならば、俺はもしかしたら魔王も倒せるかもしれない。（プロデューサー）
- 通常攻撃が全体攻撃で二回攻撃のお母さんは好きですか?（プロデューサー）
- 俺を好きなのはお前だけかよ（プロデューサー）
- 戦×恋（プロデューサー）
- ぼくたちは勉強ができない!（プロデューサー）
- スタンドマイヒーローズ PIECE OF TRUTH（プロデューサー）
- ノー・ガンズ・ライフ（プロデューサー）

2020年
- ダーウィンズゲーム（プロデューサー）
- ID:INVADED イド:インヴェイデッド（プロデューサー）
- へやキャン△（プロデューサー）
- ＜Infinite Dendrogram＞-インフィニット・デンドログラム-（協力）
- 宝石商リチャード氏の謎鑑定（プロデューサー）
- 22/7（製作委員会）
- 理系が恋に落ちたので証明してみた。（プロデューサー）
- ドロヘドロ（エグゼクティブプロデューサー）
- プリンセスコネクト!Re:Dive（プロデューサー）
- 放課後ていぼう日誌（プロデューサー）
- ド級編隊エグゼロス（アソシエイトプロデューサー）
- 魔王学院の不適合者 〜史上最強の魔王の始祖、転生して子孫たちの学校へ通う〜（プロデューサー）
- デカダンス（プロデューサー）
- ひぐらしのなく頃に業（プロデューサー）
- 100万の命の上に俺は立っている（プロデューサー）
- 戦翼のシグルドリーヴァ（プロデューサー）
- 安達としまむら（プロデューサー）
- 神様になった日（プロデューサー）
- 禍つヴァールハイト -ZUERST-（プロデューサー）

2021年
- たとえばラストダンジョン前の村の少年が序盤の街で暮らすような物語（プロデューサー）
- 裏世界ピクニック（プロデューサー）
- ゆるキャン△ SEASON2（プロデューサー）
- 五等分の花嫁∬（プロデューサー）
- 弱キャラ友崎くん（プロデューサー）
- バック・アロウ（プロデューサー）
- 八十亀ちゃんかんさつにっき 3さつめ（プロデューサー）
- スケートリーディング☆スターズ（プロデューサー）
- 無職転生 〜異世界行ったら本気だす〜（プロデューサー）
- 転生したらスライムだった件（第2期）（製作委員会）
- SSSS.DYNAZENON（プロデューサー）
- やくならマグカップも（エグゼクティブプロデューサー）
- セブンナイツ レボリューション -英雄の継承者-（プロデューサー）
- ひげを剃る。そして女子高生を拾う。（プロデューサー）
- 転生したらスライムだった件 転スラ日記（製作委員会）
- スライム倒して300年、知らないうちにレベルMAXになってました（プロデューサー）
- ひぐらしのなく頃に卒（プロデューサー）
- 死神坊ちゃんと黒メイド（プロデューサー）
- チート薬師のスローライフ〜異世界に作ろうドラッグストア〜（プロデューサー）
- 出会って5秒でバトル（プロデューサー）
- やくならマグカップも 二番窯（エグゼクティブプロデューサー）
- 吸血鬼すぐ死ぬ（プロデューサー）
- テスラノート（エグゼクティブプロデューサー）
- 境界戦機（アソシエイトプロデューサー）
- プラチナエンド（プロデューサー）
- 大正オトメ御伽話（プロデューサー）
- 逆転世界ノ電池少女（企画）

2022年
- 東京24区（企画）
- その着せ替え人形は恋をする（プロデューサー）
- 怪人開発部の黒井津さん（プロデューサー）
- プリンセスコネクト!Re:Dive Season 2（プロデューサー）
- 錆喰いビスコ（プロデューサー）
- 八十亀ちゃんかんさつにっき 4さつめ（プロデューサー）
- 群青のファンファーレ（プロデューサー）
- ブラック★★ロックシューター DAWN FALL（プロデューサー）
- まちカドまぞく 2丁目（プロデューサー）
- 魔法使い黎明期（プロデューサー）
- くノ一ツバキの胸の内（プロデューサー）
- このヒーラー、めんどくさい（エグゼクティブプロデューサー）
- 神クズ☆アイドル（プロデューサー）
- リコリス・リコイル（プロデューサー）
- Engage Kiss（アソシエイトプロデューサー）
- 金装のヴェルメイユ〜崖っぷち魔術師は最強の厄災と魔法世界を突き進む〜（プロデューサー）
- はたらく魔王さま!! 第2期1st season（プロデューサー）
- 異世界おじさん（エグゼクティブプロデューサー）
- 惑星のさみだれ（プロデューサー）
- 恋愛フロップス（プロデューサー）

2023年
- 魔王学院の不適合者 〜史上最強の魔王の始祖、転生して子孫たちの学校へ通う〜 第2期第1クール（プロデューサー）
- 冰剣の魔術師が世界を統べる（プロデューサー）
- 人間不信の冒険者たちが世界を救うようです（プロデューサー）
- あやかしトライアングル（エグゼクティブプロデューサー）
- 転生貴族の異世界冒険録〜自重を知らない神々の使徒〜（チーフプロデューサー）
- 異世界召喚は二度目です（プロデューサー）
- 贄姫と獣の王（プロデューサー）
- 聖者無双〜サラリーマン、異世界で生き残るために歩む道〜（プロデューサー）
- ライザのアトリエ 〜常闇の女王と秘密の隠れ家〜（プロデューサー）
- 無職転生 〜異世界行ったら本気だす〜 第2期第1クール（プロデューサー）
- はたらく魔王さま!! 第2期2nd season（プロデューサー）
- 七つの魔剣が支配する（プロデューサー）
- 悲劇の元凶となる最強外道ラスボス女王は民の為に尽くします。（プロデューサー）
- アンダーニンジャ（プロデューサー）
- ティアムーン帝国物語〜断頭台から始まる、姫の転生逆転ストーリー〜（プロデューサー）
- ラグナクリムゾン（プロデューサー）
- 16bitセンセーション ANOTHER LAYER（プロデューサー）
- 暴食のベルセルク（プロデューサー）
- 豚のレバーは加熱しろ（プロデューサー）
- オーバーテイク!（エグゼクティブプロデューサー）

2024年
- 結婚指輪物語（プロデューサー）
- 弱キャラ友崎くん 2nd STAGE（プロデューサー）
- 姫様“拷問”の時間です（プロデューサー）
- 即死チートが最強すぎて、異世界のやつらがまるで相手にならないんですが。（プロデューサー）
- 百千さん家のあやかし王子（プロデューサー）
- 異世界でもふもふなでなでするためにがんばってます。（プロデューサー）
- 魔女と野獣（プロデューサー）
- 夜のクラゲは泳げない（エグゼクティブプロデューサー）
- 無職転生 〜異世界行ったら本気だす〜 第2期第2クール（プロデューサー）
- 魔王学院の不適合者 〜史上最強の魔王の始祖、転生して子孫たちの学校へ通う〜 第2期第2クール（プロデューサー）
- 変人のサラダボウル（プロデューサー）
- ゆるキャン△ SEASON3（プロデューサー）
- 転生したらスライムだった件 第3期（製作委員会）
- キン肉マン 完璧超人始祖編（プロデューサー）
- Re:Monster（プロデューサー）
- 逃げ上手の若君（プロデューサー）
- 異世界失格（エグゼクティブプロデューサー）
- 俺は全てを【パリイ】する 〜逆勘違いの世界最強は冒険者になりたい〜（チーフプロデューサー）
- 負けヒロインが多すぎる!（プロデューサー）
- ハズレ枠の【状態異常スキル】で最強になった俺がすべてを蹂躙するまで（プロデューサー）
- 魔王2099（チーフプロデューサー）
- 結婚するって、本当ですか（チーフプロデューサー）
- 妻、小学生になる。（プロデューサー）

2025年
- どうせ、恋してしまうんだ。（エグゼクティブプロデューサー）
- 日本へようこそエルフさん。（プロデューサー）
- Sランクモンスターの《ベヒーモス》だけど、猫と間違われてエルフ娘の騎士として暮らしてます（プロデューサー）
- いずれ最強の錬金術師?（チーフプロデューサー）
- 沖縄で好きになった子が方言すぎてツラすぎる（プロデューサー）
- ギルドの受付嬢ですが、残業は嫌なのでボスをソロ討伐しようと思います（プロデューサー）

### OVA
2007年
- お金がないっ（宣伝）

2012年
- ぬらりひょんの孫（プロデューサー）

2017年
- OVA ハイスクール・フリート（プロデューサー）

2019年
- エロマンガ先生 OVA（プロデューサー）

2020年
- 俺を好きなのはお前だけかよ〜俺たちのゲームセット〜（プロデューサー）

### アニメ映画
2019年
- 青春ブタ野郎はゆめみる少女の夢を見ない（アソシエイトプロデューサー）

2020年
- 劇場版 ハイスクール・フリート（プロデューサー）

### テレビドラマ
2009年
- あたしたちの桃色日記（プロデューサー）

### バラエティ番組
2015年
- アニゲー☆イレブン!（プロデューサー）

### 音楽番組
2009年
- KINGRUN アニソン紅白2009

2017年
- Anison Days（プロデューサー）